# Atletiek op de Paralympische Zomerspelen 2024 - Kogelstoten vrouwen F37
Het kogelstoten voor vrouwen klasse F37 op de Paralympische Zomerspelen 2024 vond plaats op 31 augustus in het Stade de France. Deze klasse is voor atletes met cerebrale parese. Deze atletes hebben bewegings- en coördinatieproblemen aan één lichaamshelft. Ze kunnen goed bewegen aan hun dominante kant van hun lichaam. De winnaar van 2020 was Lisa Adams uit Nieuw-Zeeland. Zij werd in 2024 opgevolgd door de Chinese Yingli Li. Het zilver was voor haar landgenote Na Mi, en Irina Vertinskaya won de bronzen medaille.

## Records
Voorafgaand aan het toernooi waren dit het wereldrecord en het Paralympisch record.
| Wereldrecord        | Nieuw-Zeeland Lisa Adams | 15.50 | Hastings | 13 september 2020 |
| Paralympisch record | Nieuw-Zeeland Lisa Adams | 15.12 | Tokio    | 28 augustus 2021  |

## Uitslag
| Rang   | Atleet                        | Atleet | #1    | #2    | #3    | #4    | #5   | #6    | Resultaat | Bijz. |
| ------ | ----------------------------- | ------ | ----- | ----- | ----- | ----- | ---- | ----- | --------- | ----- |
| Goud   | Yingli Li                     | CHN    | 12.97 | 13.45 | 12.95 | 13.10 | x    | x     | 13.45     |       |
| Zilver | Na Mi                         | CHN    | 12.61 | 13.19 | x     | 12.31 | x    | 11.17 | 13.19     | SB    |
| Brons  | Irina Vertinskaya             | NPA    | 12.35 | 12.86 | 12.67 | 12.65 | x    | 11.94 | 12.86     |       |
| 4      | Ella Hose                     | AUS    | 10.43 | 11.25 | 10.84 | 10.68 | x    | 10.80 | 11.25     | PB    |
| 5      | Eva Berna                     | CZE    | 10.71 | 10.46 | x     | x     | x    | 10.36 | 10.71     | SB    |
| 6      | Yomaira de Jesus Cohen Epieyu | VEN    | x     | 9.86  | 10.67 | 9.95  | 9.51 | 9.58  | 10.67     |       |
| 7      | Karen Melanie Tassi Sanchez   | ARG    | 10.23 | 10.40 | x     | 9.61  | x    | 9.02  | 10.40     | PB    |
| 8      | Maria Salome Henao Sanchez    | COL    | 8.97  | 9.81  | 9.61  | 9.78  | 9.39 | 9.78  | 9.81      |       |
| 9      | Ingeborg Eide Gardarsdottir   | ISL    | 9.38  | x     | 9.26  |       |      |       | 9.38      |       |